# Garelli GTA 125
Die Garelli GTA 125 war ein sportliches Motorrad des italienischen Herstellers Garelli, das ab 1985 als Nachfolger der weniger erfolgreichen TSR 125 angeboten wurde. Die GTA 125 stellte hinsichtlich Technik und Aussehen eine umfassende Neuentwicklung dar. Sie hatte einen leistungsstarken, flüssigkeitsgekühlten Zweitaktmotor mit 124,8 cm³ Hubraum und eine moderne Ausstattung mit elektrischem Anlasser (modellabhängig) und einer Doppelscheibenbremse vorn. Der verstärkte Rahmen hatte einen geteilten Unterzug.

## Technische Daten
| Merkmal                | Angabe                                                   |
| ---------------------- | -------------------------------------------------------- |
| Modell / Baujahr       | GTA / 1986                                               |
| Motortyp               | Zweitakt, Einzylinder                                    |
| Hubraum                | 124,8 cm³                                                |
| Bohrung × Hub          | 52,8 mm × 57 mm                                          |
| Verdichtung            | 14 : 1                                                   |
| Leistung               | 24 PS                                                    |
| Zylinder               | Leichtmetallzylinder mit hartverchromter Laufbuchse      |
| Kühlung                | Flüssigkeitskühlung mit Umwälzpumpe                      |
| Zündung                | mit variabler Frühverstellung (Hersteller: Kokusan)      |
| Vergaser               | Dell’Orto PH BH 28 BS                                    |
| Schmierung             | Getrenntschmierung mit mechanischer Ölpumpe              |
| Kupplung               | Mehrscheibenkupplung im Ölbad                            |
| Getriebe               | 6-Gang-Getriebe mit Klauenschaltung                      |
| Startsystem            | elektrischer Anlasser oder Kickstarter (modellabhängig)  |
| Rahmen                 | mit geteiltem Unterzug                                   |
| Vorderradaufhängung    | hydraulisch gedämpfte Teleskopgabel mit Anti-Dive-System |
| Hinterradaufhängung    | Zentralfederbein mit hydraulischer Dämpfung              |
| Felgen                 | Leichtmetall, vorn 1,85 × 16″, hinten 2,15 × 18″         |
| Reifen vorn            | 100/90–16                                                |
| Reifen hinten          | 100/90–18                                                |
| Bremse vorn            | Doppelscheibenbremse Ø 240 mm                            |
| Bremse hinten          | Scheibenbremse Ø 240 mm                                  |
| Leergewicht            | 122 kg                                                   |
| Höchstgeschwindigkeit  | 140 km/h                                                 |
| Durchschnittsverbrauch | 2,4 l/100 km                                             |
| Tankinhalt             | 15 Liter                                                 |

## Modellvarianten
- GTA 125: Grundmodell mit Kickstarter
- GTA ES: Modell mit Elektrostarter
- GTA ES3FD: Modell mit drei Bremsscheiben

## Einordnung
Die Garelli GTA 125 zählt zu den sportlich orientierten Leichtkrafträdern der 1980er-Jahre. Sie wurde in einer Zeit starker Konkurrenz im 125-cm³-Segment entwickelt und kombinierte moderne Technik mit italienischem Design. Trotz guter Fahrleistungen blieb ihr kommerzieller Erfolg begrenzt, was unter anderem am Preis und am harten Wettbewerb im Segment lag.